# 拉馬達萊納群島國家公園
拉馬達萊納群島國家公園（義大利語：Arcipelago di La Maddalena National Park）是位於義大利撒丁島北海岸的一個國家公園。拉馬達萊納群島國家公園成立於1994年4月1日。1996年，公園的範圍有所擴大。

## 外部連結
- Pages by the Park Authority on Parks.it （页面存档备份，存于）